# Институт искусств НАН РА
Институт искусств Национальной академии наук Республики Армения (арм. ՀՀ ԳԱԱ արվեստի ինստիտուտ) - научно-исследовательское учреждение в структуре Национальной академии наук Республики Армения.
Основан в 1958 году на базе Сектора истории и теории искусств Академии наук Армянской ССР, действовавшего с 1948 года. Имеет отделы архитектуры, музыки, народной музыки, театра, кино, изобразительного искусства, культурных связей, искусства армянской диаспоры и прикладного искусства. Факультет архитектуры занимается изучением доурартской, урартской и армянской архитектуры с древнейших времен до наших дней. Участвует в раскопках (Кармир Блур, Армавир, Гарни и др.), публикует труды и монографии по истории архитектуры.

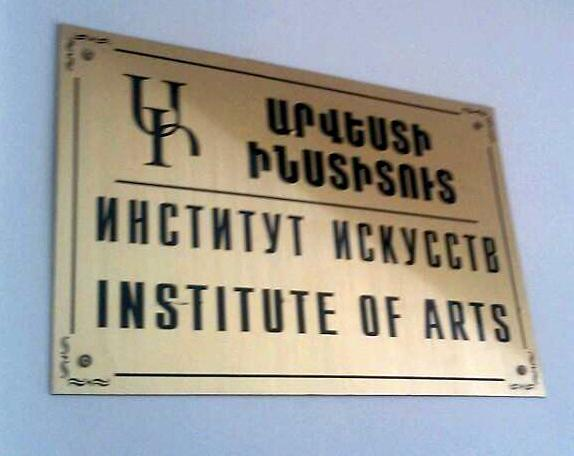

## Исследование
Музыкальное отделение изучает проблемы истории и теории музыки, издает наследие армянских классиков, составляет летопись армянской советской музыкальной жизни. Отделение народной музыки собирает, координирует и научно развивает фольклор армянской народной, а также курдской музыки. Отделения театра и кино изучают историю театра и киноискусства. Отделение изобразительных искусств разрабатывает вопросы истории и теории армянского изобразительного искусства.

## Отделение культурных связей
Отделение культурных связей изучает культурные связи армянского народа как с народами СССР, так и ряда зарубежных стран, а отделение искусства армянской диаспоры изучает искусство армянских общин мира и творчество выдающихся художников диаспоры. Отделение прикладного искусства занимается историей и практическими вопросами армянского народного и профессионального прикладного искусства. Действует Центр армянских шекспироведческих исследований. Институт искусств НАН РА сотрудничает с союзными республиками, социалистическими странами (Польша, ФРГ, Чехословакия, Румыния, Болгария), а также с научными институтами Италии, Франции, Англии, США и отдельные художники. Издает «Материалы истории армянского искусства», «Шекспир», «Комитас», «Кинематографию», в сотрудничестве с Политехническим институтом Милана, «Памятники армянской архитектуры».

## История
Институт искусств Национальной академии наук Республики Армения был создан решением Президиума Академии наук Армянской ССР от 1 мая 1958 г.

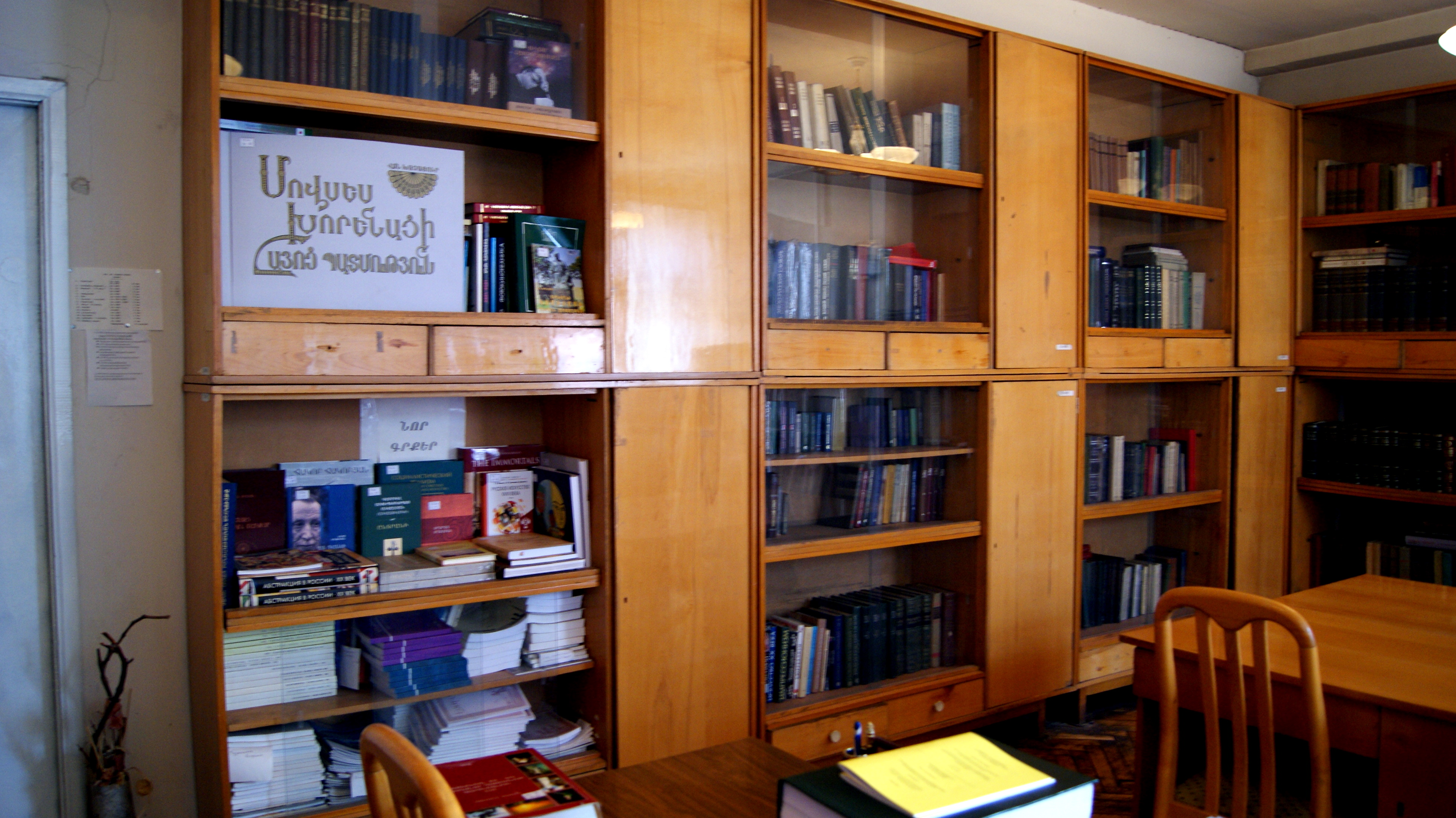
Библиотека Института искусств НАН РА

### Архитектура
Факультет архитектуры занимается изучением доурартской, урартской и армянской архитектуры с древнейших времен до наших дней. Участвует в раскопках (Кармир Блур, Армавир, Гарни и др.), публикует труды и монографии по истории архитектуры. с 1930-х гг. и особенно после Великой Отечественной войны раскопки архитектурных памятников получили новый импульс. Одним из важнейших инвестиций в сферу архитектуры является научное обоснование восстановления языческого храма Гарни, который был одобрен в 1968 году. Под руководством автора проекта Александра Саиняна была проведена реконструкция храма.

### Музыка
Музыкальное отделение изучает проблемы истории и теории музыки, издает наследие армянских классиков, составляет летопись музыкальной жизни Армении. Отделение народной музыки собирает, координирует и научно разрабатывает фольклор армянской народной музыки.

### Театр
Отделения театра и кино изучает историю театра и киноискусства.

### Отделение изобразительного искусства
Отделение изобразительных искусств разрабатывает вопросы истории и теории армянского изобразительного искусства. Отделение культурных связей изучает культурные связи армянского народа, как с СССР, так и с народами зарубежных стран, а отдел армянского искусства диаспоры изучает искусство армянских колоний мира, произведения выдающихся художников диаспоры.

### Отделение прикладного искусства
Отделение прикладного искусства занимается историей, практическими вопросами армянского народного и профессионального прикладного искусства. Действует армянский центр шекспироведения.

## Основные направления деятельности
- Комплексное изучение армянской художественной культуры
- История и теория изобразительного, декоративно-прикладного искусства, дизайна
- История и теория архитектуры, градостроительства
- Музыковедение, музыкальный фольклор
- Театроведение, киноведение
- Армянское искусство диаспоры
- Издание творческого наследия классиков армянского искусства
- Словари художественной терминологии
- Проблемы армянского современного искусства

Имеет следующие разделы
- Архитектура
- Музыка
- Фолк-музыка
- Театр и кино
- Изобразительное искусство
- Культурные связи
- Армянское искусство диаспоры
- Прикладное искусство

## Основные результаты
- Дано научное обоснование реконструкции языческого храма Гарни .

Опубликованы:
- Многотомная серия «Документы армянской архитектуры» на итальянском, армянском и английском языках (Милан)
- 1-3 тома шеститомной истории армянской архитектуры
- Очерки истории армянского изобразительного искусства
- Серия «Армянская традиционная музыка»
- XIX—XX вв. многотомная летопись армянского театра
- Полный сборник сочинений Александра Спендиаряна в 11 томах, сборник сочинений Комитаса в 14 томах
- Научные сборники и фундаментальные работы, посвященные различным сферам армянского искусства

## Управление
- Директором-основателем и руководителем Института искусств с 1958 по 1987 год был заслуженный деятель искусств Армянской ССР, лауреат Государственной премии Армянской ССР, академик Рубен Зарян.
- С 1987 по 2003 год эту должность занимал академик Левон Ахвердян, заслуженный деятель искусств СССР, лауреат Государственной премии СССР, академик
- С 2003 года директором института является заслуженный деятель искусств РА, лауреат Государственной премии РА, доктор искусствоведения, профессор Арарат Агасян .